# Jolene Anderson (actrice)
Pour les articles homonymes, voir Jolene Anderson et Anderson.
Jolene Anderson, est née le 26 mai 1980 à Kempsey, Nouvelle Galles du Sud en Australie, est une actrice australienne.

## Biographie
Jolene Anderson a étudié à l'Actor Central Australia.
Après ses études elle a voyagé durant trois ans et visité 32 pays.
Anderson a commencé sa carrière au théâtre, Queensland Theatre Company.
Anderson a joué Erica Templeton dans All Saints jusqu'au 18 novembre 2008, alors que son personnage a été déclaré mort, comme elle avait été absent pendant 3 semaines. Elle était l'une des plus jeunes membres de la distribution.
Du 14 novembre 2011 au 10 décembre 2011, Anderson a joué le premier rôle d'Hypatie, dans les fractions Queensland Theatre Company, de Marcel Dorney. Hypatie est un brillant mathématicien femme et philosophe qui, il y a 1600 ans, était responsable de la Bibliothèque d'Alexandrie - une collection de toutes les connaissances dans son monde. Lorsque l'agitation politique, des fanatiques religieux menacent de détruire la bibliothèque. Comme Hypatie se bat pour le sauver, elle est forcée de confronter son propre préjugé, et de faire un choix terrible.
Elle incarne également le Commandant Sarah Briggs dans le jeu vidéo Titanfall 2.

## Filmographie
- 2004 : Adieu (TV) : Gloria
- 2008 : Bush Doctors : Herself/Host
- 2009 : Rush série TV : Sergeant Shannon Henry
- 2009 : All Saints : Erica Templeton
- 2009 : Hellraiser: Revelations : Chatterer
- 2010 : Esprits criminels : Juliet Monroe
- 2011 : The Nine Lives of Chloe King : Simone
- 2012 : US Marshals : Protection de témoins : Bo
- 2012 : The New Normal : Sabrina
- 2012 : Bounty Killer : Scarlet
- 2019 : The Dustwalker : Joanne Sharp
- 2019 : Dr Harrow : série TV : Dr Grace Molyneux

Court Métrage :
- 2019 : Alien Specimen de Kelsey Taylor : Julie